# Dyscophus guineti
Dyscophus guineti – gatunek płaza bezogonowego z rodziny wąskopyskowatych (Microhylidae). Jest jednym z trzech przedstawicieli rodzaju Dyscophus.
WystępowanieGatunek endemiczny występujący we wschodniej (głównie środkowowschodniej) części Madagaskaru. Zamieszkuje głównie lasy deszczowe i lasy bagienne, można go spotkać także na polach uprawnych.
Budowa i ubarwienieD. guineti jest sporym płazem bezogonowym. Samce dorastają do 7 cm, samice nawet do 11 cm. Ciało jest prawie okrągłe. Kończyny są dość krótkie w porównaniu do ciała. Płaz posiada duże oczy ze złotą tęczówką i okrągłą źrenicą. Nazwa pochodzi od koloru skóry i kształtu. Ubarwienie samców jest bardziej wyraziste i czerwone, u samic natomiast jaśniejsze. Podłużne, czarne pasy występują po bokach ciała, podgardle i brzuch są u obu płci białe.
AktywnośćD. guineti jak większość płazów jest zwierzęciem nocnym.
OdżywianieD. guineti atakuje przechodzące drobne zwierzęta z zasadzki. Zjada bezkręgowce, czasami nawet małe myszy. W hodowli żaby te karmione są głównie świerszczami.
Rozmnażanie i rozwój larwalnyGody u tych żab trwają od lutego do marca. Samica składa od 1000 do 15 000 jaj. Po około 36 godzinach wykluwają się kijanki, które po 45 dniach opuszczają wodę, przekształcone w małe, żółto-brązowe żabki. D. guineti osiąga dojrzałość płciową po roku.